# Seule au monde
Seule au monde est une peinture de William-Adolphe Bouguereau. Bien que la date exacte de sa création soit inconnue, Théodore van Gogh en fait l'acquisition en 1867, ce qui place cette œuvre tôt dans la carrière de Bouguereau.
Le tableau dépeint une jeune femme au cheveux courts tenant un violon, sur un pont enjambant la Seine. Elle regarde vers sa gauche avec un air mélancolique. On distingue la cathédrale Notre-Dame de Paris à l'arrière plan, ainsi que ce qui semble être le pont Royal. Le pont sur lequel la jeune femme se trouve est donc fort probablement le pont de Solférino.